# سید ابوطالب مظفری
سید ابوطالب مظفری (زادهٔ ۱۳۴۴ در ولسوالی خاص‌ارزگان) شاعر و نویسنده و منتقد ادبی اهل افغانستان است. او از پیشگامان «ادبیات مقاومت» (در برابر تهاجم نظامی اتحاد جماهیر شوروی سوسیالیستی) است؛ این جریان ادبی از سوی شاعران و نویسندگان افغانستانی در ایران به راه انداخته شد. مظفری از اندوهگین‌ترین و ناله‌مندترین شاعران افغانستانی است.

## زندگی‌نامه
مظفری در سال ۱۳۴۴ خورشیدی در روستای باغچار ولسوالی خاص‌ارزگان ولایت ارزگان در خانواده‌ای از قوم هزاره دیده به‌جهان گشود. تحصیلات ابتدایی را در همین روستا به پایان برد و در کنار آن، تحصیلات حوزوی را هم در آن‌جا آغاز کرد. پس از تهاجم نظامی شوروی به افغانستان، در سال ۱۳۵۹ (خورشیدی) به‌اجبار به کویته پاکستان آواره شد و سپس به ایران رفت. در سال ۱۳۶۱ (خورشیدی) در حوزه علمیه خراسان در مشهد پذیرفته شد و ادامه تحصیل داد. وی اکنون در همین شهر زندگی می‌کند.
زمانی که طلبه بود، شاعری را با استعداد ذاتی و کشش درونی آغاز کرد و در سال ۱۳۶۴ نخستین شعر خود را سرود. به‌گفتهٔ خودش «دورانی که شعر را آغاز کرد، دوره انقلاب و جنگ بود؛ دورانی که احساس و عاطفه در آن بیشتر حکومت می‌کرد». از سوی دیگر، از محیط آمادهٔ ایران بهره‌ور شد. مظفری در این باره می‌گوید:
ما در ایران محیط‌هایی داشتیم، از جمله حوزه هنری در مشهد محلی بود که شعرمان را می‌خواندیم و نقد می‌شد یا انجمن شاعران مهاجر. در مشهد محیطی بود که من گهگاهی در آنجا می‌رفتم و به‌نوعی با شعر و شاعران آشنا شدم. می‌شود آن‌ها را مؤثر دانست؛ ولی قبل از این‌که من وارد آن‌جاها شوم، راه‌های طولانی را خودم در وادی شعر رفته بوده بودم و این برمی‌گردد به مطالعات شخصی و آموزش‌هایی که خودم طی کرده بودم. فرد خاصی را نمی‌توانم نام ببرم که از این جهت بر من حقی داشته باشد.
مظفری با شماری از شاعران در حوزه هنری سازمان تبلیغات اسلامی مشهد گرد هم می‌آمد و شعر می‌خواندند.
نخستین مجموعه شعر ابوطالب مظفری با نام سوگنامه بلخ در سال ۱۳۷۱ توسط انتشارات حوزه هنری به چاپ رسید.

## سبک ادبی
دغدغه‌های اصلی مظفری در شعرهایش را موارد زیر تشکیل می‌دهد:
- باورهای مذهبی، همراه با نقد؛
- اوضاع سیاسی و اجتماعی؛
- آوارگی‌ها؛
- تغزل‌ها؛
- مسائل شخصی و خانوادگی.

## آثار چاپ شده
- مجموعه شعر سوگنامهٔ بلخ، سال چاپ: ۱۳۷۱، تهران، حوزه هنری سازمان تبلیغات اسلامی[۴]
- شعر مقاومت افغانستان، گردآوری شاعران پایداری افغانستان، سال چاپ: ۱۳۷۲، تهران، ایران
- مجموعه گزیدهٔ ۴۲ گزیدهٔ ادبیات معاصر، ۱۳۷۸، تهران، ایران
- کتاب پژوهشی ادبی، پایتخت پریان، مجموعه سروده‌های ۱۵۰ شاعر فارسی‌زبان افغانستان، ۱۳۹۴[۵]
- مجموعه شعر عقاب چگونه می‌میرد،[۳] ناشر: خانهٔ ادبیات افغانستان، انتشارات تاک.

## فعالیت‌های مطبوعاتی
مظفری از بنیان‌گذاران فصلنامهٔ ادبی، هنری و فرهنگی دُرّ دری است که به صاحب‌امتیازی مرکز فرهنگی نویسندگان افغانستان در ایران منتشر می‌شد. وی سردبیری این نشریه و نیز خط‌سوم به صاحب‌امتیازی مؤسسهٔ فرهنگی «در دری» را بر عهده داشته که با برخی از چهره‌های ادبی و فرهنگی افغانستان همچون محمدکاظم کاظمی، جواد خاوری، علی پیام، حمزه واعظی، سید نادر احمدی و محمدشریف سعیدی به راه انداختند. هر دو فصلنامه تا شماره سیزدهم به نشر رسیدند و سپس به دلیل نبود پشتوانه مالی از چاپ بازماندند.

## بزرگداشت‌ها
- بزرگداشت سید ابوطالب مظفری از سوی سازمان هنری رسانه‌ای اوج به پاسداشت یک عمر تلاش‌های فرهنگی و ادبی وی، تهران، ۲۵ تیر ۱۳۹۷، با حضور اهالی ادبیات دو کشور افغانستان و ایران.[۸]
- گرامیداشت کارنامهٔ ادبی سید ابوطالب مظفری، هشت قوس ۱۳۹۲ از سوی حلقهٔ پردیس، کابل[۹]